# Dragana Cvijić
Dragana Cvijić (født 15. marts 1990 i Beograd, Serbien) er en serbisk håndboldspiller, der spiller for CSM Bucuresti og for Serbiens kvindehåndboldlandshold. Hun blev valgt til All Star-holdet under VM-slutrunden på hjemmebane i 2013.